# Airvault
Airvault is een gemeente in het Franse departement Deux-Sèvres (regio Nouvelle-Aquitaine). De gemeente telt 3097 inwoners (1999) en maakt deel uit van het arrondissement Parthenay. De inwoners worden Airvaudais genoemd.

## Geschiedenis
Op 1 januari 1973 gingen de gemeenten Borcq-sur-Airvault, Boussais en Soulièvres op in de gemeente in een fusion-association. Dit hield in dat plaatsen als commune associée nog enige mate van zelfstandigheid behielden. In 1984 verliet Boussais de fusie en werd weer zelfstandig.
Op 1 januari 2019 werd Airvault uitgebreid met opgeheven gemeente Tessonnière en kregen de drie voormalige gemeenten de status van commune déléguée van de gemeente Airvault, die hiermee de status van commune nouvelle kreeg.

## Geografie
De oppervlakte van Airvault bedraagt 49,0 km², de bevolkingsdichtheid is 63,2 inwoners per km².
Naast het centrum liggen in de gemeente nog onder meer de plaatsen Barroux, Borcq-sur-Airvault, Deffend, Enjouran, Grand Moiré, Guichardière, Maucarrière, Repéroux, Soulièvre en Tessonnière.

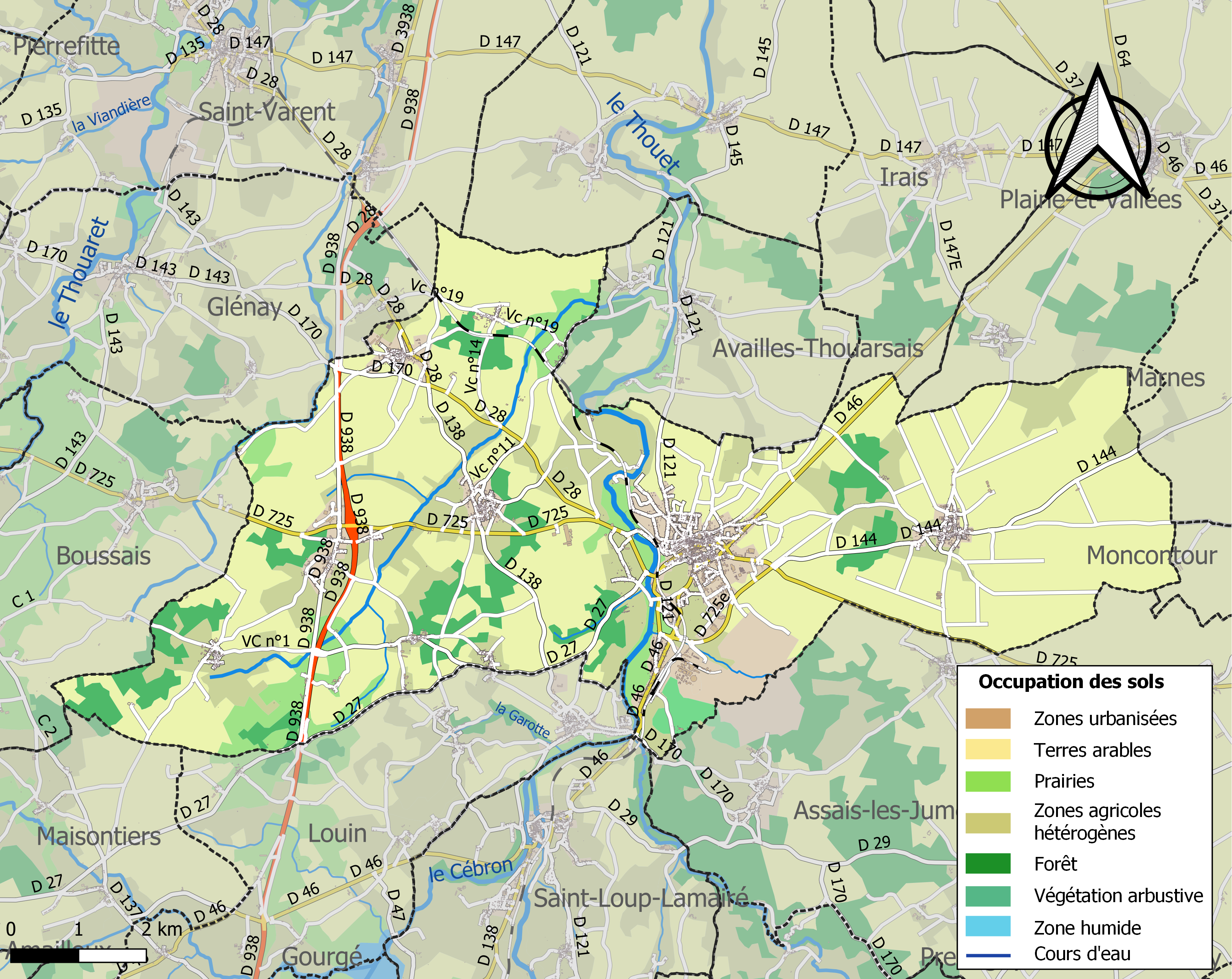
Kaart van de gemeente met de belangrijkste infrastructuur, bodemgebruik en omliggende gemeenten

## Bezienswaardigheden
- De restanten van de voormalige Abbaye Saint-Pierre d'Airvault
- De Église Saint-Pierre, de voormalige abdijkerk

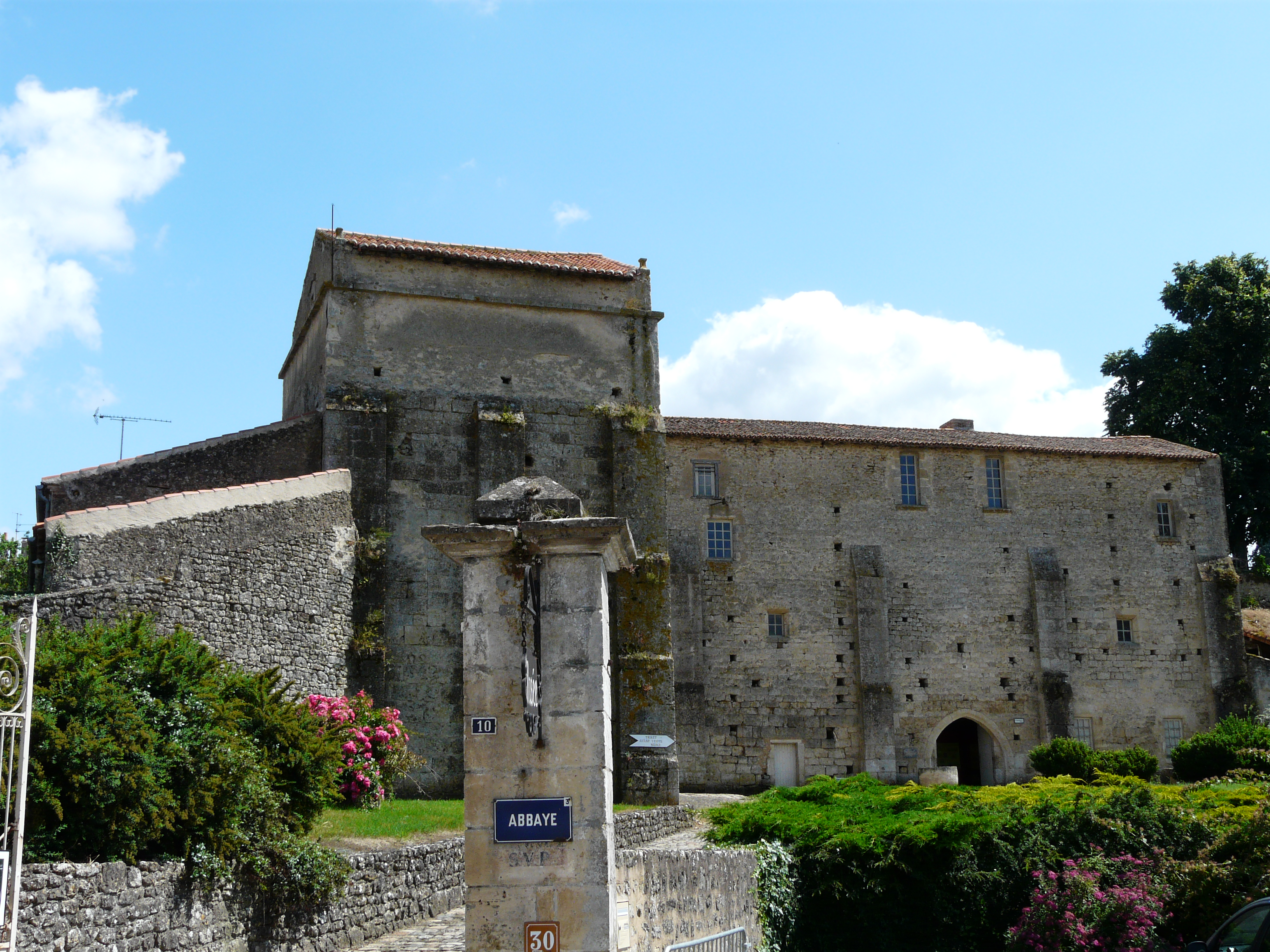
Voormalige abdij

## Demografie
Onderstaande figuur toont het verloop van het inwonertal.
Voormalige gemeenten: Airvault · Borcq-sur-Airvault · Soulièvres · Tessonnière

Overige dorpen en gehuchten: Barroux · Deffend · Enjouran · Grand Moiré · Guichardière · Maucarrière · Repéroux